# Discografia di Pikku G
Questa pagina contiene l'intera discografia di Pikku G dagli inizi sino ad ora.

## Album di studio
| Anno | Album         | Classifica | Vendite | Certificazione  |
| ---- | ------------- | ---------- | ------- | --------------- |
| 2003 | Räjähdysvaara | 1          | 121 204 | Disco d'oro (4) |
| 2004 | Suora lähetys | 1          | 36 049  | Disco d'oro     |

## Singoli
| Anno | Album             | Classifica | Classifica | Vendite | Certificazione |
| Anno | Album             | SL         | LL         | Vendite | Certificazione |
| ---- | ----------------- | ---------- | ---------- | ------- | -------------- |
| 2003 | Shala La La       | 8          | -          | -       | Räjähdysvaara  |
| 2003 | Romeo ja Julia    | -          | -          | -       | Räjähdysvaara  |
| 2003 | Me ollaan nuoriso | 4          | -          | -       | -              |
| 2004 | Kylki kyljessä    | 4          | -          | -       | Suora lähetys  |
| 2004 | Valta lapsille    | -          | -          | -       | Suora lähetys  |

## Collaborazioni
| Anno | Album                            | Classifica | Vendite | Certificazione |
| ---- | -------------------------------- | ---------- | ------- | -------------- |
| 2009 | Hän on (GodFm ft. Gee)           | -          | -       | -              |
| 2010 | Rakastan (Juan Muteniac ft. Gee) | -          | -       | -              |

## Video musicali
- Sha La La
- Me ollaan nuoriso
- Kylki kyliessä
- Valta lapsille